# 山口敬之
山口敬之（日语：／，1966年5月4日—），日本新聞從業員。原TBS報道局社会部及政治部新聞記者，報道特集製作人，華盛頓支局長。一般財團法人日本奇異點財團代表理事。政治團體「日本奇異點党」代表。一些傳媒稱他為安倍晉三的「御用記者」。自2017年起，山口敬之因為對伊藤詩織的性侵行為而受到控訴。

## 簡歷
東京都出身。慶應義塾大学經濟學部畢業後，1990年加入TBS，分配至報道部。先後任職攝影記者，倫敦支局，臨時金邊支局，社会部，政治部，報道特集製作人，2013年成為華盛頓支局長。
2015年4月23日，被解除華盛頓支局長職務，由報道局調動至營業局。2016年5月30日，退出TBS電視台，成為新聞從業員兼美國智庫「美国东西方中心」客座研究員。
2016年1月15日，就任政治團體「日本奇異點党」（日本シンギュラリティ党）代表。同年3月，設立一般財團法人「日本奇異點財團」（日本シンギュラリティ財団），就任代表理事（齊藤元章任共同代表）。同時擔任超級電腦開發公司PEZY Computing顧問。2016年11月至2017年5月，曾擔任廣告代理商NKB子公司顧問。

## 活動

### 時事評論
任職於TBS時，於該電視台的報道節目及資訊節目等出演。退出TBS後，於朝日電視台、富士電視台等的電視及電台節目等出演。（詳見#出演節目）

### 有關韓国軍慰安婦
2015年，時任華盛頓支局長的山口曾就越戰韓越混血兒問題在《週刊文春》（2015年4月2日号）上刊文，指美國國家檔案和記錄管理局（NARA）的官方檔案顯示，越南戰爭時期，西貢（現胡志明市）市內開設過名為「土耳其浴室」（トルコ風呂）的韓國軍人專用慰安所，令越南女性在內賣淫，證明韓国軍慰安婦是真實存在。該文入選第47回大宅壯一非虛構賞候選。《週刊新潮》在2017年10月26日号上質疑該文捏造事實，並在同年10月31日号及11月9日号上刊登查證文章。

## 爭議及訴訟

### 性侵案
背景
2013年9月，時任TBS政治部記者兼華盛頓支局長的山口赴紐約採訪聯合國大會，期間結識在當地清吧工作的伊藤詩織。
據山口所言，伊藤曾對其稱「想從事新聞業工作」，之後向山口發過數封電郵，表示想成為TBS紐約支局實習生並請求安排面談。山口因此其後推薦伊藤至當時並未有招聘的日本電視台紐約支局實習。2014年9月，山口再收到伊藤的電郵，後者再度向其請求舉薦華盛頓支局製作人一職位，因此兩人相約再度會面洽談。
經過
2015年4月3日（週五），山口短暫回日並與伊藤相約至東京都澀谷區惠比壽町會面。伊藤指控山口於用膳後藉助迷姦藥等，於同日深夜至4日早上在酒店對她犯下準強姦罪。《紐約時報》報道事件時，懷疑與首相關係密切的山口可能在調查中獲特別待遇，又指出警視廳刑事部長中村格對週刊新潮承認曾於警員準備拘捕山口時下令中止逮捕。山口此後於2016年及2017年二度獲不起訴處分，伊藤隨後入稟法院民事索償。2019年12月，法庭裁定伊藤勝訴，判詞中認定山口在未獲對方同意下與酒後失去意識的伊藤發生了性關係。
開始調查及逮捕中止
2015年4月9日，伊藤前往原宿警察署報案；同月30日，高輪警察署以準強姦嫌疑受理告訴状，開始刑事調查。同年6月，警方取得逮捕状。6月8日，高輪署警員到達成田機場，準備趁山口回國時以準強姦罪嫌疑拘捕他，最後時刻收到時任警視廳刑事部長中村格發出中止指示，未有拘捕山口。
第一次不起訴處分
經1年4個月調查後，2016年7月22日，東京地檢認為嫌疑不充分，作出不起訴處分。
事件獲傳媒報道及記者會
2017年5月18日及25日，《週刊新潮》連續2周基於伊藤的証言報道事件。2017年5月29日，伊藤向檢察審查會提出不服審查請求，並以「詩織」的名義公開召開記者会，期間沒有佩戴口罩等隱藏身份。山口隨即在自己的Facebook上反駁道「沒有做過任何觸犯法例之事」。
第二次不起訴處分
2017年9月21日（22日公布），由市民組成的東京第六檢察審查會認為「經慎重審查，沒有足夠事由可推翻檢察官作出的不起訴處分裁定」，決議不起訴相当。
手記攻防
2017年10月18日，伊藤就2015年準強姦嫌疑事件書寫的手記《Black Box》出版；24日，在日本外国特派員協会召開記者會。山口隨後在2017年10月26日發售的《月刊Hanada》上發表手記《致起訴我的伊藤詩織女士》，反駁伊藤的手記。2017年10月28日，出演同雜誌總編輯花田紀凱的niconico頻道，再次反駁伊藤的主張。
| 內容           | 伊藤《Black Box》                                  | 山口《致起訴我的伊藤詩織女士》                                                         |
| -------------- | -------------------------------------------------- | -------------------------------------------------------------------------------------- |
| 是否有性同意   | 無                                                 | 有                                                                                     |
| 約會強姦藥物   | 被下藥，症狀與下藥後相同                           | 從座位構造及當時狀況來看，下藥是不可能的，店長亦有作證。電腦交給警察後沒有發現買藥記錄 |
| 進入酒店前後   | 已表明想回家，但當時醉酒，意識不清情況下被抬入酒店 | 根據閉路電視，她是自己走入酒店房間的                                                   |
| 手提電腦偷拍   | 有被偷拍                                           | 沒有偷拍功能，電腦交給警察後沒有發現偷拍影片                                           |
| 房間中有無意識 | 無                                                 | 她一直都有                                                                             |

民事訴訟
2017年9月28日，伊藤以因非自願性行為遭受精神傷害為由，對山口提起民事訴訟，要求1100万日元損害賠償。山口方面則全盤否定伊藤的主張。2017年12月5日，法院開庭審理民事訴訟。
2019年2月，山口提出反訴，認為自己「因伊藤在記者會上的發言失去社会信用」，要求伊藤支付慰謝金1億3000万日元及刊登道歉廣告。東京地方裁判所同時審理山口及伊藤双方提出的訴訟後，裁判長鈴木昭洋於12月18日頒下判詞，認定山口曾對伊藤施以性暴力，並認可伊藤方面請求，下令山口一方須支付330万日元予伊藤，同時駁回山口的反訴。山口對結果表示無法接受，重申自己並未做過違法之事，指法庭無視他的主張，準備向高等裁判所提出上訴。

### 誹謗衍生案
2019年1月24日，山口對漫画家小林善紀等就其性侵案官司的創作提起民事訴訟。山口認為小林在雜誌《SAPIO》2017年8月号連載的漫画《傲骨宣言》「散布完全不符事實的虛假資訊，未給出根據即認定山口為罪犯，反復進行人身攻擊，屬毀謗及侵犯人權」。

## 著作
以下兩本著作均描述內閣總理大臣安倍晉三：
- . 幻冬舍. 2016-06-09: 237. ISBN 978-4-344029606.
- . 幻冬舍. 2017-01-27: 203. ISBN 978-4344030633.

## 出演節目

### 電視
退出TBS電視台後
- （朝日放送）
- （朝日電視台）
- （朝日電視台）
- 北野武的TV擒抱（朝日電視台） - 2016年11月20日、27日
- （富士電視台、關西電視台）
- （BS SKY PerfecTV!） - 2016年8月2日、11月22日
- （DHC Theater） - 2016年10月18日、2017年1月31日
- （互聯網電視AbemaTV）

TBS電視台時代
- NEWS23

### 電台
- （日本放送） - 2016年7月12日、8月3日、9月14日、10月20日、10月26日、2017年1月25日

TBS電視台時代
- （TBS廣播） - 2014年11月4日

## 脚注

### 來源
1. 1 2 3 4 5 6 7 8 9  . 紀伊國屋書店.   [2017-12-18]. （原始内容存档于2018-02-09）.
2. 1 2 3 4 5 6 7 8 9 10  . ZAKZAK (). 2017-04-19  [2018-03-25]. （原始内容存档于2018-03-25）.
3. ↑  . news.rthk.hk.   [2019-12-21]. （原始内容存档于2019-12-19） （中文（香港））.
4. ↑  . www.cna.com.tw.   [2019-12-21]. （原始内容存档于2019-12-21） （中文（臺灣））.
5. ↑  . ZAKZAK (). 2015-04-26  [2018-02-08]. （原始内容存档于2018-02-10）.
6. ↑  山口敬之, , Facebook, 2016年6月9日最終確認。
7. ↑  . www.eastwestcenter.org.   [2019-12-20]. （原始内容存档于2019-11-06）.
8. ↑   (PDF). .   [2017-12-18]. （原始内容 (PDF)存档于2018-04-17）.
9. 1 2  . 周刊邮报. 2017-12-11  [2017-12-18]. （原始内容存档于2017-12-12）.
10. ↑  .  週刊新潮 2019年7月18日号.   [2019-12-20]. （原始内容存档于2019-12-20） （日语）.
11. ↑  （页面存档备份，存于） （页面存档备份，存于） （页面存档备份，存于）  （页面存档备份，存于） 產經新聞 2015年3月29日
12. ↑  （页面存档备份，存于） （页面存档备份，存于） （页面存档备份，存于）  （页面存档备份，存于） 產經新聞 2017年4月30日
13. ↑  . 週刊新潮. 2017-10-26  [2017-12-18]. （原始内容存档于2017-12-30）.
14. 1 2  . . 2017-12-07  [2019-12-18]. （原始内容存档于2019-07-25） （日语）.
15. 1 2 3  月刊Hanada(2017年12月号、飛鳥新社、ASIN B076WWXCGW)
16. ↑  . 週刊新潮. 2017-05-25  [2018-02-15]. （原始内容存档于2018-01-08）.
17. ↑  （页面存档备份，存于） （页面存档备份，存于） （页面存档备份，存于） （页面存档备份，存于） （页面存档备份，存于） （页面存档备份，存于） （页面存档备份，存于） （页面存档备份，存于） （页面存档备份，存于）  （页面存档备份，存于） New York Times 2017年12月29日
18. ↑  . 『朝日新聞』. 2017-06-03  [2018-01-08]. （原始内容存档于2018-01-08）.
19. 1 2  （页面存档备份，存于） （页面存档备份，存于） （页面存档备份，存于）  （页面存档备份，存于） 共同通信2019年12月18日
20. ↑  （页面存档备份，存于） （页面存档备份，存于） （页面存档备份，存于）  （页面存档备份，存于）
21. ↑  （页面存档备份，存于） （页面存档备份，存于） （页面存档备份，存于）  （页面存档备份，存于）  2017年5月30日
22. ↑  （页面存档备份，存于） （页面存档备份，存于） （页面存档备份，存于） （页面存档备份，存于） （页面存档备份，存于） （页面存档备份，存于） （页面存档备份，存于） （页面存档备份，存于） （页面存档备份，存于）  （页面存档备份，存于）
23. 1 2   （页面存档备份，存于）
24. 1 2 3  . 產經新聞. 2017-06-03  [2018-02-09]. （原始内容存档于2018-02-08）.
25. 1 2 3  . 體育報知. 2017-10-25  [2018-02-05]. （原始内容存档于2018-02-09）.
26. ↑  （页面存档备份，存于） （页面存档备份，存于） （页面存档备份，存于） （页面存档备份，存于） （页面存档备份，存于） （页面存档备份，存于） （页面存档备份，存于） （页面存档备份，存于） （页面存档备份，存于）  （页面存档备份，存于） 2017.9.22
27. ↑  （页面存档备份，存于） （页面存档备份，存于） （页面存档备份，存于）  （页面存档备份，存于） 朝日新聞 2017年10月24日
28. ↑  . . 2017-10-31  [2018-01-08]. （原始内容存档于2018-01-08）.
29. 1 2  （页面存档备份，存于） （页面存档备份，存于） （页面存档备份，存于）  （页面存档备份，存于）朝日新聞 2017年12月5日
30. ↑  Seya, Kensuke. . BuzzFeed.   [2019-10-20]. （原始内容存档于2019-10-15） （日语）.
31. ↑  （页面存档备份，存于） （页面存档备份，存于） （页面存档备份，存于）  （页面存档备份，存于） 時事通信2019年12月18日
32. ↑  . . 2019-12-18  [2019-12-18]. （原始内容存档于2019-12-18） （日语）.
33. ↑  . .   [2019-12-18]. （原始内容存档于2019-12-18） （日语）.
34. ↑  . 飛鳥新社. 2019年2月29日: 32–39.

## 外部連結
- 山口敬之的Facebook專頁
- N Yamaguchi的X（前Twitter）